# الجعفريون
الجعفرية هو المذهب الفقهي الذي يعمل الشيعة بعمله على غرار المذاهب الأربعة السنية، وكان اشتقاق تعبير المذهب الجعفري يعود إلى جعفر الصادق وهو الإمام السادس عند الشيعة، وقد ارتبط المذهب به لسببين:
1. أنه عاش المرحلة الانتقالية بين الدولتين الأموية والعباسية، مما أتاح له نشر عقائد وفقه الإسلامي وتربية عدد كبير من العلماء الفقهاء والمفسرين والمتكلمين من الشيعة.
2. أن فترة حياته كانت فترة تبلور المذاهب الفقهية مثل الحنفية.

ينقسم الشيعة الإمامية الاثنا عشرية بين فرقتين وهم الأصولية والإخبارية وهما لا يختلفان في عقيدتهما بشيء سوى بسعة الأخذ بالأخبار وضيقه من المذهب الجعفري.
في عام 1959 أصدر محمود شلتوت، شيخ الأزهر، فتوى تعترف بالفقه الجعفري كمذهب خامس في الشريعة الإسلامية، إلى جانب المذاهب السنيّة الأربعة. وفي عام 2004، أكّدت رسالة عمّان من جديد على صلاحية المذاهب الفقهية الثمانية بما في ذلك المذهب الجعفري. وفي العصر الحديث، حدد رئيس وزراء السودان السابق الصادق المهدي مدارس الفقه الإسلامي المعترف بها على أنها ثمانية، وكان المذهب الجعفري أحدها.

## التسمية
نُسِبَ المذهب الشيعي إلى الإمام جعفر الصادق، الإمام السادس للشيعة، وسُمي بالمذهب الجعفري. حيث أن الإمام الصادق عاش المرحلة الانتقالية بين دولتين، فكانت الدولة الأموية في نهاياتها مشغولة بمواجهة الثورات والانتفاضات التي كانت مشتعلة في بلاد الإسلام. وعندما أقيمت الخلافة العباسية انشغلت بتطهير الأرض من بني أمية والقضاء على الفتن الصغيرة وتوطيد دعائم الدولة الجديدة وكانت بحاجة إلى وقت لتثبيت حكمها، وتشييد أركان نظامها،
ولذلك لم تعنَ كثيراً بالحركات الدينية والثقافية مما أتاح للإمام الصادق نشر مذهب عقائد وفقه أهل البيت وتربية عدد كبير من العلماء الفقهاء والمفسرين والمتكلمين. وقد ورد من الأحاديث والروايات عن الإمام الصادق ما لم يرد عن غيره من الأئمة المعصومين، خصوصاً في الفقه الإسلامي. فإن المذهب الشيعي ازدهر في ذلك العصر فعُرف منذ ذلك العصر بالمذهب الجعفري.

## الفروع
ينقسم الشيعة الإمامية الإثنا عشرية بين فرقتين وهم الأصولية والإخبارية وهما موجودان سوية في مراحل مختلفة من تاريخ الطائفة، وليس هناك اختلاف في عقيدتهما بل هما يختلفان في المنهج. يمثل الأصوليون الأكثرية داخل الشيعة الإمامية، في حين يمثل الإخباريون الأقلية.

### الأصولية
المدرسة الأصولية هي التيار السائد بين الشيعة الإثني عشرية في العصر الحديث. وهم القائلون بالاجتهاد ووجوب التقليد على العامي للفقيه الجامع للشرائط. وأن مصادر التشريع عندهم أربعة: الكتاب والسنة والإجماع ودليل العقل. وهم لايحكمون بصحة كل ما في كتب الأربعة، ويمثلون الأكثرية.

### الأخبارية
هي مدرسة شيعية جعفرية اثنا عشرية إلا أنها تتخذ في استنباط الأحكام فقط القرآن الكريم والسنة، إي ما ذكر أو ما خبر عن النبي محمد وآل البيت. بل اقتصر بعضهم على السنة فقط بناء على إن الكتاب لا يجوز تفسيره والعمل بما فيه إلا بما ورد التفسير به عن المعصومين. ولذلك سموا بالإخباريين لأنهم يقتصرون في معرفتهم للأحكام الشرعية على الأخبار أو الروايات الواردة عن أهل البيت، وهم يحرمون الاجتهاد والتقليد، وأسقطوا الاستدلال بالمصادر الإجماع والعقل، ولا يستدلون بالإجماع لأنه عندهم بدعة أوجدها أهل السنة، وينكرون كذلك صلاحية العقل السليم ليكون حجة أو دليلا، ويعتبر الاخبارية كل الأحاديث الورادة في كتب الحديث الاربعة بأنها أحاديث قطعية الصدور عن المعصومين، أي إنهم يعتبروها كلها صحيحة ولاحاجة للرجوع لعلم الرجال والدراية لتحري صحته.

## أبرز الخلافات مع المذاهب الفقهية السنية

### التقية
تعتبر فكرة «التقيَّة» معتقداً مقبولاً في المذهب الشيعي، وهم قد اعتبروها من أساسيات الدين. وإنما الغاية منها هي صيانة النفس والعرض والمال أمام الأعداء، فهي مداراة وكتمان وتظاهر بما ليس هو الحقيقة في حال كان هناك أذى على النفس. ووفقا لاضطهاد الشيعة العام عبر التاريخ خصوصا في العصر الأموي والعباسي، أصبحت التقية أمرًا شائعًا في حياة بعض الشيعية السابقين. ولذلك اضطرت الاثنا عشرية إلى ممارسة التقية حتى أن أئمتهم أنفسهم قاموا بممارسة التقية. واشتُقَّ مصطلح التقية من القران الكريم في الآية:﴿مَنْ كَفَرَ بِاللَّهِ مِنْ بَعْدِ إِيمَانِهِ إِلَّا مَنْ أُكْرِهَ وَقَلْبُهُ مُطْمَئِنٌّ بِالْإِيمَانِ وَلَكِنْ مَنْ شَرَحَ بِالْكُفْرِ صَدْرًا فَعَلَيْهِمْ غَضَبٌ مِنَ اللَّهِ وَلَهُمْ عَذَابٌ عَظِيمٌ ۝١٠٦﴾ [النحل:106]

### البداء
اتفقت الشيعة الإمامية بالقول بالبداء، وإن البداء في اللغة يعني الظهور بعد الخفاء، والعلم بالشيء بعد الجهل، ولأن علم الله سبحانه وتعالى ذاتي غير مسبوق بجهل وإن إرادته لم تتغيّر وتتبدّل فيستحيل إطلاقه بهذا المعنى على الله سبحانه. فالبداء يعني أن الله علّق أمورا على بعضها بحيث إذا أتى الإنسان بها تتغير الأمور بالنسبة للإنسان وتظهر له بصورة لم يكن يتوقعها، بعبارة أخری: «إنّ اللّه سبحانه يقدّر لعبده تقديرا طبقا لمقتضى معين، ثم يبدل اللّه تقديره طبقا لمقتضٍى جديد يظهر في العبد نتيجة عمل معين يقوم به، مع علمه السابق في كلا الأمرين والحالين» وعلى هذا الأساس تؤول الأحاديث التي تشير إلى البداء.

### خلق القرآن
وافق الشيعة المعتزلة في مسألة "خلق القرآن"، حيث يرون أن القرآن مخلوق، أي أنه حادث ومحدث، وليس أزليًا مع الله. ويرى الشيعة أن هذا من أساس عقيدة توحيد الله، لأنهم يرون أن كل ما سوى الله فهو مخلوق، بما في ذلك القرآن.

### الطلاق
في حين أن الطلاق عند عموم مذاهب السنة يجوز بلفظ أو بتكرر (تُطلق ثلاثًا مرة واحدة) أو دون معرفة الزوجة به أو بدون لفظ صريح فإن المذهب الجعفري لا يُشرّع الطلاق إلا بشروط هي:
1. وجود شاهدين عدلين أثناء الطلاق
2. أن تكون المرأة طاهرة [ليست بحيض أو نفاس] غير مدخول بها في هذا الطهر، إلا إذا كانت حاملًا
3. يجب أن يكون الطلاق بلفظ صريح مثل: "زوجتي فلانة طالق" وأن يكون بحضور الزوجة وعلمها

كما أن الطلاق لا يقع إلا طلقة واحدة في كل مرة، ولا تُحسب الثلاث دفعة واحدة أبدًا.

### مسائل المرأة
| المسألة                                                       | الفقه الجعفري | غالب الفقه السني                                                                       |
| ------------------------------------------------------------- | --- | -------------------------------------------------------------------------------------- |
| أهلية المرأة في التصرفات المالية والعقود                      | بمجرد بلوغ المرأة ورشدها فإنها تتصرف في أموالها وعقودها دون إذن ولي، إلا في زواج البكر غير المستقلة ماليًا وغير الرشيدة   | يشترط إذن الولي في الزواج                                                              |
| حضانة الأطفال بعد وفاة الزوج في حال خروجها من البلد أو زواجها | الأم أحق بالحضانة حتى سن 2 للذكر و7 للأنثى، وتظل الأولوية                                                                | الأم تفقد الحضانة بزواجها من آخر أو بعد مدة سفرها، والأولوية للعصبة الذكور             |
| الشهادة                                                       | شهادة النساء منفردات مقبولة، وتقوم مقام الرجال في مجالات محددة (كالولادة والرضاعة)                                       | قبول شهادة النساء منفردات أضيق، وغالبًا يلزم رجلان أو رجل وامرأتان في المعاملات المالية |
| الطلاق وتفويضه                                                | يمكن للمرأة أن تشترط في العقد حق تطليق نفسها، وإذا قبله الزوج صار ملزمًا وكان بيده الطلاق، وحق الخلع والمباراة أكثر مرونة | مختلف في التفويض ويغلبه التحريم، ومواضع جواز الخلع أقل                                 |
| العدة                                                         | المطلقة غير المدخول بها لا عدة لها، وعدة الوفاة للحامل تنتهي بالوضع فورًا                                                 | عدة المطلقة غير المدخول بها متفق عليها                                                 |
| السفر دون ولي أمر ورجل                                        | جائز إذا كان السفر مأمونًا (أي لا يعرضها للخطر)                                                                           | مُحرم                                                                                   |

### النكاح المنقطع
وهو الزواج المُحدد بفترة، وقد حُلل هذا الزواج في سورة النساء (فَمَا اسْتَمْتَعْتُم بِهِ مِنْهُنَّ فَآتُوهُنَّ أُجُورَهُنَّ فَرِيضَةً) أوائل الإسلام، واختُلف في فترة تحريمه:
- فرأى الشيعة وجماعة من السنة أنه حُرم في عهد عمر بن الخطاب، بموجب الظاهر من عدّة أحاديث:
  - "قدم جابر بن عبد الله معتمرا فجئناه في منزله، فسأله القوم عن أشياء ثم ذكروا المتعة، فقال: نعم استمتعنا على عهد رسول الله وأبي بكر وعمر" (صحيح مسلم).
  - "عن أبي الزبير، قال: سمعت جابر بن عبد الله يقول: كنا نستمتع بالقبضة من التمر والدقيق الأيام على عهد رسول الله وأبي بكر وعمر حتى نهى عنه عمر في شأن عمرو بن حريث" (صحيح مسلم، جامع الأصول، السنن الكبرى للبيهقي).
  - "وعن أبي نضرة قال: كنت عند جابر بن عبد الله فأتاه آت، فقال: إن ابن عباس وابن الزبير اختلفا في المتعتين، فقال جابر: فعلناهما مع رسول الله، ثم نهانا عمر عنهما فلم نعد لهما" (صحيح مسلم، العقيدة الطحاوية)
  - "عن قتادة، عن أبي نضرة، قال: كان ابن عباس يأمر بالمتعة وكان ابن الزبير ينهى عنها، قال: فذكرت ذلك لجابر بن عبد الله، فقال: على يدي دار الحديث، تمتعنا مع رسول الله، فلما قام عمر قال: إن الله كان يحل لرسوله ما شاء بما شاء، وإن القرآن قد نزل منازله فأتموا الحج والعمرة لله كما أمركم الله عز وجل واثبوا نكاح هذه النساء فلن أوتى برجل نكح امرأة إلى أجل إلا رجمته بالحجارة" (صحيح مسلم)
- بينما رأى جماعة أخرى من السنة أنه حُرم في عهد النبي محمد، لكن الصحابة لم يكونوا على علم بالتحريم، فعملوا به حتى أخبرهم عمر.

وبذلك يُحرمه أهل السنة، في حين أن الشيعة يختلفون في حليّته وتحريمه لورود آية فيه، فحرّمه بعضهم، وأجازه آخرون مع ذمّه(ص.242)(ص.47–53).